# Art Cross
 Art Cross  fou un pilot estatunidenc de curses automobilístiques nascut el 24 de gener del 1918 a Jersey City, Nova Jersey.
Cross va córrer a la Champ Car a les temporades 1952-1955 incloent-hi la cursa de les 500 milles d'Indianapolis d'aquests anys (va ser el rookie de l'any (1952)).
Art Cross va morir el 15 d'abril del 2005 a Laporte, Indiana.

## Resultats a la Indy 500
| Any    | Cotxe  | Sortida | Vel. mitja | Ranking | Final  | Voltes | V. líder | Retirat   |
| ------ | ------ | ------- | ---------- | ------- | ------ | ------ | -------- | --------- |
| 1952   | 33     | 20      | 134.288    | 26      | 5      | 200    | 0        | Va acabar |
| 1953   | 16     | 12      | 137.310    | 8       | 2      | 200    | 0        | Va acabar |
| 1954   | 45     | 27      | 138.675    | 14      | 11     | 200    | 8        | Va acabar |
| 1955   | 99     | 24      | 138.750    | 23      | 17     | 168    | 24       | Retirat   |
| Totals | Totals | Totals  | Totals     | Totals  | Totals | 768    | 32       |           |

| Curses       | 4  |
| Poles        | 0  |
| Voltes líder | 32 |
| Victòries    | 0  |
| Top 5        | 2  |
| Top 10       | 2  |
| Retirades    | 1  |

## A la F1
El Gran Premi d'Indianapolis 500 va formar part del calendari del campionat del món de la Fórmula 1 entre les temporades 1950 a la 1960.
Els pilots que competien a la Indy durant aquests anys també eren comptabilitats pel campionat de la F1.
Art Cross va participar en 4 curses de F1, debutant al Gran Premi d'Indianapolis 500 del 1952.

### Palmarès a la F1
- Participacions: 4
- Poles: 0
- Voltes Ràpides: 0
- Victòries: 0
- Pòdiums: 1
- Punts vàlids per la F1: 8